# -chromie
Der Wortbestandteil –chromie am Ende eines Fremdwortes stammt von dem altgriechischen Substantiv χρῶμα (chroma) = Farbe. Die Verwendung in verschiedenen Fachterminologien umfasst bei den naturwissenschaftlichen und medizinischen Varianten stets eine zu beschreibende Veränderung der Farbe durch entsprechende beobachtete Phänomene oder gezielte Manipulationen. Anders die Verwendungen von -chromie in Fotografie, Musik und bildender Kunst, wo die Verbindung mit dem Stammwort auf eine bestimmte Technik gerichtet ist oder eine übertragene Bedeutung annimmt.

## Wortbildungen
Ein Nomen „Chromie“ ist im Gegensatz zu englisch „chromism“ oder französisch „chromisme“ – als Sammelbegriff für die zu beschreibenden Farbveränderungen – im Deutschen nicht in Gebrauch. 
Als Adjektiv wird „-chromie“ – abgewandelt zu „-chrom“ – in den meisten Varianten ebenfalls verwendet (z. B. monochrom). 
Zu einem Verb werden Wörter mit den Endsilben „-chromie“ allgemein nicht gewandelt. „chromieren“ gehört – ohne Stammwort – in einen anderen Bedeutungszusammenhang. Eine Ausnahme stellt „polychromieren“ als Verb zu „Polychromie“ dar.
Eine Wortprägung als Ausübender (wie bei „-graphie“ der Geograph) kommt für „-chromie“ bzw. „-chrom“ nicht in Betracht.

## Liste
- Chronochromie = Bezeichnung für Musikstücke der Neuen Musik und für eine künstlerische Auffassung in der Malerei.
- Elektrochromie = Fähigkeit von Molekülen und Kristallen, ihre optischen Eigenschaften durch ein äußeres elektrisches Feld zu verändern.
- Halochromie = Farbänderung einer Substanz in Abhängigkeit vom Ladungszustand
- Heterochromie = in der Anatomie: Haar-Heterochromie = Auftreten verschiedener Haarfarben bei einem Individuum
- Heterochromie = in der Anatomie: Iris-Heterochromie = verschiedene Augenfarben bei Mensch und Tier durch unterschiedliche Pigmentierung der Regenbogenhäute
- Heterochromie = in der Histologie = unterschiedlich starke Aufnahme von Färbelösungen
- Hypochromie = Benennung von Erythrozyten mit erniedrigtem Hämoglobingehalt
- Monochromie = Einfarbigkeit in der bildenden Kunst, speziell eingeführt von Yves Klein, der sich ein monochromes Ultramarinblau sogar patentieren ließ.
- Perikyklochromie = Beeinflussung des Absorptionsspektrums des Gastmoleküls in Einschlussverbindungen[1]
- Photochromie = Farbänderung (teilweise reversibel) unter dem Einfluss von Licht
- Piezochromie = Farbänderung aufgrund von Druckänderungen, meist reversibel
- Polychromie = Mehrfarbigkeit in der bildenden Kunst, speziell in der antiken Kunst (Antike Polychromie)
- Solvatochromie = Beeinflussung der Farbe eines Farbstoffs durch Lösungsmittel
- Stereochromie = Technik (obsolet) der Wandmalerei
- Thermochromie = Farbänderung (reversibel) unter dem Einfluss der Temperatur
- Trichromie = Verfahren der Farbfotografie
- Xanthochromie = Medizin (auch Liquorxanthochromie): Verfärbung des Liquor cerebrospinalis durch eingedrungenes Hämoglobin

## Trivia
Eine Verwendung von Chromie als Fantasie-Eigenname ohne gewollten Bezug zu „chroma“ findet man in der Figur der Gnomin „Chromie“ der Computerspielserie Warcraft.